# Hans Detleff
Hans Detleff (* um 1600 in Windbergen; † vermutlich 1659 ebenda) war ein deutscher Bauer und Chronist.

## Leben und Wirken
Hans Detleff kam aus einem in Windbergen lebenden Vogemannengeschlecht. Gemäß der in Dithmarschen seinerzeit üblichen Namensgebung wurde er Detlef gerufen. Bei Hans handelte es sich um den Namen seines Vaters im Genitiv. Der Vater Detlef Hans, der mindestens 1631 nach als Bauer in Windbergen tätig war, war verheiratet mit einer Frau namens Cathrine, die 1655 noch lebte. Ob er selbst heiratete, ist unbekannt; Kinder hatte er offensichtlich nicht.
Da Detleff die lateinische Sprache beherrschte, besuchte er vermutlich mindestens die Lateinschule in Meldorf. Er arbeitete als Bauer auf einem Hof in Windbergen und bezeichnete sich selbst als einen „Ungelahrten, de nergens anders, alse thor Huß- und Acker-Arbeit angewohnet“ habe. Von 1633 bis 1638/39 übernahm er die Aufgaben des Kirchenbaumeisters/Rechnungsführers, wofür meist jüngere Männer zuständig waren. Dass sein Geburtsdatum vor 1600 lag, dürfte daher sehr unwahrscheinlich sein. Gerichtsakten ist zu entnehmen, dass er 1656 noch lebte. Das Kirchenrechnungsbuch von Windbergen führt im Jahr 1659 eine Einnahme von „Hans Detlefs Dodengeld“, bei dem es sich um Hans Detleff gehandelt haben dürfte.

## Wirken als Chronist
Kurz nach 1630 bekam Detleff über persönliche Kontakte die Chronik des kurz zuvor verstorbenen Neocorus. Ab 1634 verfasste er eine eigene Chronik, wobei er sich anfangs der handschriftlichen Arbeiten Neocorus‘ bediente und daraus geschickt Inhalte auswählte und kürzte. Anschließend ergänzte er „uth geloffwerdigen Chroniken und Vortekenißen, ock des benenten sel. Autoris anderwerts Particular-Schrifften“. Die Jahre von 1620 bis 1650 beschrieb er in streng chronologischer Reihenfolge selbst. Bis zum Jahr 1655 erstellte er Listen über große Sturmfluten, die weltlichen und geistlichen Beamten und Personen aus Dithmarschen, die sich promoviert hatten.
Detleff arbeitete wie Neocorus und schrieb möglichst objektiv ohne eigene Mitteilungen oder Wertungen. Da sein Werk kürzer als jenes von Neocorus ausfiel und zusätzliche 30 Jahre enthielt, war es in Dithmarschen sehr beliebt. Daher existierten zahlreiche Abschriften seines Textes und später eine Übersetzung in die hochdeutsche Sprache. Die Chronik fand überregionale Verbreitung, so auch bei Peter Sax, der 1640 schrieb, dass „Detlef Hans Detlef“ einer seiner Gewährsleute sei.